# Capnolymma ohbayashii
Capnolymma ohbayashii là một loài bọ cánh cứng trong họ Cerambycidae.